# Kanalsanierung
Unter dem Begriff Kanalsanierung versteht man Verfahrenstechniken und Maßnahmen zur Wiederherstellung oder Verbesserung von vorhandenen Entwässerungssystemen. 
Mit der Sanierung eines Entwässerungskanals soll seine Funktionstüchtigkeit wiederhergestellt und die Nutzungsdauer verlängert werden. 

## Möglichkeiten und Grenzen
Insbesondere im Bereich der Reparatur und Renovierung sind moderne Verfahrenstechniken zur "grabenlosen Kanalsanierung" entwickelt worden. Die Europäische Norm (EN 15885 Deutsche Fassung 2018) legt ein System zur Klassifizierung von Techniken für die Renovierung und Reparatur von Abwasserkanälen und -leitungen außerhalb von Gebäuden fest, die unter Schwerkraft oder Druck betrieben werden, und Rohre, Verbindungen und Schächte beinhalten. Sie definiert und beschreibt Technik-Gruppen und verschiedene allgemeine Verfahren und Werkstoffe.

## Verfahrensgruppen
Die Kanalsanierung wird in drei Verfahrensgruppen unterteilt, Reparatur, Renovierung und Erneuerung, die sich aus der DIN EN 752 Entwässerungssysteme außerhalb von Gebäuden – Deutsche Fassung 2008 und dem Merkblatt der Deutschen Vereinigung für Wasserwirtschaft, Abwasser und Abfälle e.V. (DWA) M 143, Sanierung von Entwässerungssystemen außerhalb von Gebäuden – August 2004 mit den Teilen 1 bis 20 her leiten lassen.
Diese Einteilung findet sich auch bei den Merkblättern des Rohrleitungssanierungsverbandes e. V. (RSV) wieder, wo für viele Verfahren detailliert Anforderungen, Gütesicherung, Prüfungen und geltende Bestimmungen und Normen beschrieben sind.
Nahezu alle Sanierungsverfahren benötigen Zugangsmöglichkeiten zu den Leitungen. Sind keine Schächte vorhanden, muss eine temporäre Baugrube oder ein Schacht erstellt werden (Kosten). 
Allgemein hat sich das Schlauchlining klar als das am häufigsten eingesetzte Sanierungsverfahren durchgesetzt. Es ist hierbei möglich von einem Zugang im oder am Haus (Revisionsöffnung) aus bis zum Hauptkanal zu arbeiten. Zuläufe müssen nach einer grabenlose Sanierung wieder aufgeschnitten werden.

### Reparaturverfahren
Solche Verfahren finden Anwendung bei örtlich begrenzten Schäden. Bei undichten Muffen, Rissen (axial und radial) und schadhaften oder fehlerhaften Zuläufen kann man sehr gute Sanierungserfolge erzielen. Durch die Reparatur können in angrenzenden Rohren allerdings neue Schäden auftreten. Der erste Schritt ist meist, Wurzeleinwuchs oder einragende Zuläufe durch einen Roboter abzufräsen.

### Renovierungsverfahren
Renovierungsverfahren kommen bei örtlich begrenzten, sich wiederholenden Schäden und umfangreichen Schäden zur Anwendung. Hierbei können einzelne oder auch mehrere, hintereinander liegende Haltungen (Kanalabschnitte zwischen zwei Schächten) in einem Arbeitsgang bearbeitet werden. Beschichtungsverfahren sind im Abwasserbereich von untergeordneter Bedeutung. Montageverfahren finden wegen der Notwendigkeit des Begehens nur in großen Dimensionen (> DN 1000 mm) Anwendung. Grundsätzlich wird bei den Renovierungsverfahren in solche mit Ringraum oder ohne Ringraum (close-fit oder tight-fit) unterschieden. Die typischsten Vertreter der Renovierungsverfahren sind die Schlauchliningverfahren. Daneben werden auch Rohrliningverfahren eingesetzt – hier unter anderem das sog. „Verformungsverfahren“. Das sind Liningrohre (vor allem aus PE und PVC) mit dem gleichen Außendurchmesser wie dem Innendurchmesser des zu sanierenden Rohres, die für den Einbau im Querschnitt reduziert, verformt werden und nach dem Einbau rückverformt werden. Eine Alternative oder sinnvolle Ergänzung hierzu ist das TIP-Verfahren (Tight in Pipe / eng anliegend). Hier erfolgt der Einbau von statisch selbst tragenden Neurohren aus PP-HM als Einzelrohr oder auch Rohrstrang in die zu sanierenden Haltungen. Dieses Verfahren kann auch bei Altrohrzustand III, einhergehend mit Scherbenbildung, Deformation, Versatzbildung angewendet werden. Mit Hilfe einer Kalibrierhülse erfolgt während des Rohreinbaus die Auskalibrierung des Kanals. Der kreisrunde Zustand als auch die Rohrstatik werden wiederhergestellt. Fräsarbeiten am Altrohr sind dabei verfahrensbedingt nicht notwendig. Eine weitere Sanierungsmethode ist das Wickelrohrverfahren. Dabei entsteht ein Liner-Rohr im Altrohr durch die Verarbeitung von profilierten Kunststoffstreifen aus PVC oder PE mit Wickelmaschinen, die entweder stationär im Schacht positioniert werden oder während der Rohrwicklung durch den Kanal bewegt werden. Die Linerrohre werden systembedingt entweder mittels Vergussmörtel im Altrohr fixiert oder innerhalb des Kanals im Durchmesser expandiert, bis sich der Außendurchmesser des Liners an die Innenwandung des alten Kanalrohres anschmiegt. Die verarbeiteten Profilstreifen können bei statischer Erfordernis auch mit Stahl verstärkt sein.

### Erneuerungsverfahren
Die Erneuerung unterteilt sich in die grabenlosen Verfahren und die offene Bauweise. Letztere ist der konventionelle Rohrleitungstiefbau. Hierbei kann noch unterschieden werden nach Erneuerung mit Entfernen der alten Leitung (alte Leitung ausbauen, neue Leitung verlegen) und ohne Entfernen der alten Leitung (neue Trasse). Bei der grabenlosen Erneuerung kann das Pipe-Eating Verfahren (Rohrvortrieb durch Mikrotunneling mit gleichzeitigem Entfernen der alten Leitung) oder das Berstlining Verfahren (Zerstörung und Verdrängung der alten Leitung in das umgebende Erdreich) zur Verlegung der neuen Leitung angewandt werden. Das Erneuerungsverfahren stellt die kostenintensivste Methode dar.

## Schachtsanierung
Die Schachtsanierung kommt nahezu bei jeder Sanierungsmaßnahme einer Leitung mit in Betracht und ist fast immer notwendig. Die Schächte werden entweder vollständig von der Sohle (Gerinne) bis einschließlich Abdeckung saniert oder auch nur teilweise. Nur Gerinne und Auftritt, die Steigeisen, die Schachtwände oder die Abdeckung. Es kommen entweder mineralische Werkstoffe oder die Auskleidung mit GFK oder anderen Kunststoffen zum Einsatz.

## Hausanschlusssanierung
Die Sanierung von kleinen Kanälen (≤ DN 250), insbesondere die Grundstücksentwässerung, stellt in mehrfacher Hinsicht eine Besonderheit dar:
- Bei Hausanschlusskanälen wechselt, je nach kommunalen Auflagen, der Kanalbetreiber (Hauseigentümer – Eigentümer öffentl. Kanal) im Verlauf der Leitung.
- Der Hausanschlusskanal verfügt standardgemäß über Revisionsschächte auf dem privaten Grundstück. Die Einbindung in den Hauptkanal erfolgt meist über Formstücke an der Hauptleitung, also ohne direkten Anschluss an den Schachtanlagen.
- Die Sanierung kann durch Erneuerung der Rohre in offener Bauweise oder mittels grabenlosen Sanierungsverfahren erfolgen. Bei der grabenlosen Sanierung hat sich das Schlauchliner-Verfahren als besonders effizient erwiesen.

Der Schlauchliner wird in der Hausanschlusssanierung mittels des sogenannten Inversionsverfahren eingebracht. Beim Inversionsverfahren wird mithilfe von Wasser- oder Luftdruck der mit Kunstharz getränkte Schlauch, der meistens aus einer Polyester-Synthesefaser mit einer Beschichtung aus Polyurethan, PVC oder Polypropylen besteht, mit einer Wassersäule, Druckkammer oder Schleuse, sozusagen „umgestülpt“ also "inversiert". Dadurch kommt nichts außer dem zu sanierenden Rohr mit dem Kunstharz in Verbindung. Nach einer vorgegebenen Aushärtungszeit kann der Druck abgelassen werden und es hat sich ein Rohr in einem Rohr gebildet. So können auch kleine Nennweiten ab DN 50 sowie Richtungsänderungen bewältigt werden.

## Zertifizierter Kanalsanierungsberater
Durch den Verband zertifizierter Sanierungsberater (VSB) sowie die Fördergemeinschaft für Sanierung von Entwässerungssystemen werden in Deutschland zertifizierte Kanalsanierungsberater ausgebildet. Die derart ausgebildeten Fachleute verfügen über das spezielle Fachwissen und die Fähigkeit die optimale Sanierungsmöglichkeit aus technischer und wirtschaftlicher auszuwählen und zu planen.
Der Lehrgang hatte in den ersten 15 Jahren bis 2012 1200 Teilnehmer.

## Kosten Kanalsanierung
Die Höhe der Kosten hängt von Faktoren ab wie bspw. Länge und Durchmesser der Abwasserleitungen, die Kanallänge, erforderliche Rohrreinigungen, Umfang von Verzweigungen oder die Verpflichtung zu einer Druckprüfung durch die Gemeinde. Kosten der Sanierung werden ggf. durch die Wohngebäudeversicherung übernommen. Die Gebäudeversicherung, Hausratversicherung oder auch die private Haftpflichtversicherung können je nach Situation in Betracht kommen. Wenn ein Abwasserkanal älter als 25 Jahre ist, wird es oft notwendig den Abwasserkanal zu sanieren oder sogar manchmal komplett zu ersetzen. Durch regelmäßige Kanalinspektionen kann man oft im Vorfeld, recht kostengünstig, bestimmte Sanierungsmaßnahmen einleiten. Die Inspektionen empfehlen sich in der Regel ca. alle 10 Jahre.